# Hambergen
Hambergen est une commune de l'arrondissement d'Osterholz, Land de Basse-Saxe.

## Géographie
Hambergen se situe dans la plaine d'Allemagne du Nord.
| Lübberstedt | Holste               | Vollersode |
|             | Hambergen            |            |
|             | Osterholz-Scharmbeck |            |

Hambergen regroupe les villages de Hambergen, Heilsdorf, Heißenbüttel, Kiebitzsegen, Oldenbüttel, Spreddig et Ströhe.
La commune se développe comme une résidence entre Brême et Bremerhaven grâce aux liaisons routières avec ces villes.

## Histoire
Dans l'Antiquité, des Chauques furent chassés par les Saxons.
Hambergen est mentionné pour la première fois en 1056 comme propriété de l'archevêché de Brême.

## Jumelage
- Villers-Saint-Paul (France)

## Infrastructures
À Hambergen se croisent la ligne de Brême à Bremerhaven et la Bundesautobahn 27. La commune se trouve sur la Bundesstraße 74. La Grüne Küstenstraße et la Deutsche Märchenstraße traversent la commune.

## Personnalités liées à la commune
En juillet 1942, Helmut Schmidt épouse Hannelore Schmidt dans l'église Saints-Côme-et-Damien.

## Source de la traduction
- (de) Cet article est partiellement ou en totalité issu de l’article de Wikipédia en allemand intitulé « Hambergen » (voir la liste des auteurs).